# الحروب الروسية العثمانية

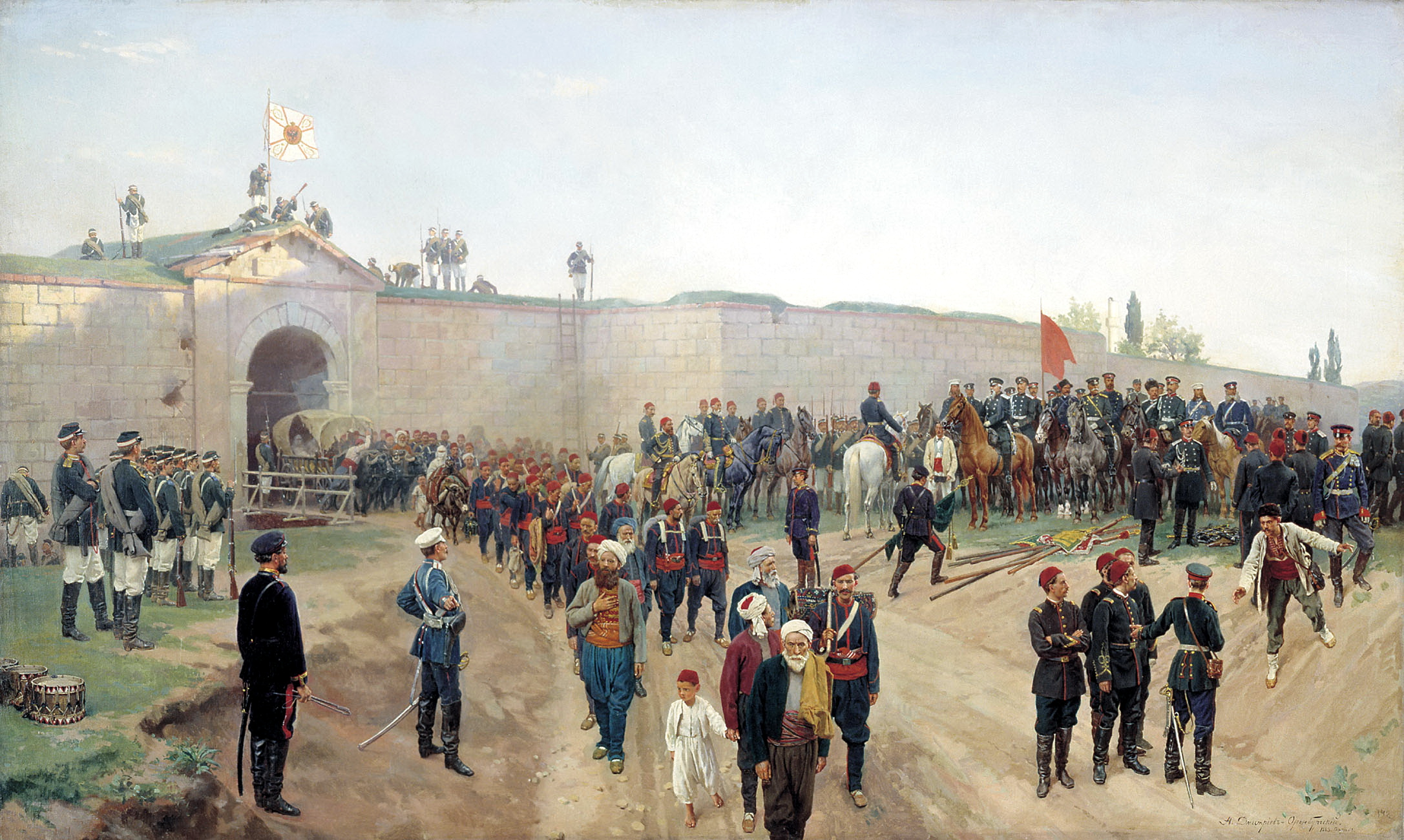
استسلام العثمانيين في نيكوبول، 1883

الحروب الروسية العثمانية هي سلسة من الحروب التي نشبت بين الإمبراطورية الروسية والدولة العثمانية ما بين القرنين السادس عشر والعشرين. انتصر الروس في معظمها حتى نهاية القرن السابع عشر، وقدأنهكت هذه الحروب وغيرها السلطنة العثمانية حتى بداية القرن العشرين. كانت هذه الحروب في الأساس لوقف الأطماع الروسية في غزو أراضي خانية القرم العثمانية ولاحقاً لرغبة الروس في السيطرة على البحر الأسود وممراته (البوسفور والدردنيل) نحو مياه المتوسط الدافئة . انتهت أغلب المعارك بانتصار روسيا مما أدى في معظم الأحيان بمعاهدات قاسية على الدولة العثمانية تخلّت فيها عن خانية القرم ولاحقا سمحت بمرور السفن الروسية من البوسفور دون قيود . الحروب العثمانية مع روسيا كانت أحد أسباب انهيار الدولة بالإضافة لحربها مع النمسا .

## بداية الصراع (1568-1827)
بعد الاستيلاء على إقليم بودوليا في سياق الحرب البولندية العثمانية (1672-1676)، جاهدت الحكومة العثمانية لبسط حكمها على كامل الضفة اليمنى لأوكرانيا بدعم من مقطعها، بيترو دوروشينكو (1665-1672). تسببت سياسة الأخير المؤيدة للعثمانيين في استياء بين العديد من القوزاق الأوكرانيين الذين سينتخبون لاحقًا إيفان سامويلوفيتش ليكون الهيتمان الوحيد على كامل أوكرانيا في عام 1674. في عام 1679-1680، صد الروس هجمات تتار القرم ووقعوا معاهدة باختشيساراي في 13 يناير 1681، التي أنشأت الحدود الروسية التركية على نهر دنيبر.

### قبل كاثرين العظيمة
انضمت روسيا إلى الجماعة المقدسة الأوروبية (النمسا بولندا فينيسيا) في عام 1686. خلال الحرب، نظم الجيش الروسي الحملات القرمية لعامي 1687 و1689 وحملات أزوف (1695-1696). شيد التدخل الروسي بداية الحروب الروسية التركية. في ضوء استعدادات روسيا للحرب مع السويد والدول الأخرى التي وقعت معاهدة كارلوفجة مع تركيا عام 1699، وقعت الحكومة الروسية معاهدة القسطنطينية مع الدولة العثمانية عام 1700.
بعد هزيمة الروس للسويديين والقوزاق الأوكرانيين الموالين للإمبراطورية السويدية بقيادة إيفان مازيبا في معركة بولتافا في عام 1709، تمكن كارل الثاني عشر ملك السويد من إقناع السلطان العثماني أحمد الثالث من إعلان الحرب على روسيا في 20 نوفمبر 1710.
بحلول أواخر القرن السابع عشر، كانت السلالة الصفوية الإيرانية، التي كانت جارة لكلتا الإمبراطوريتين وكانت إحدى أعظم منافسي تركيا لقرون (منذ القرن السادس عشر حتى القرن التاسع عشر)، قد دخلت في حالة أفول. استغلت روسيا والدولة العثمانية الوضع وغزتا مساحاتٍ من أراضيها تألفت من ما هو في يومنا الحالي داغستان وأذربيجان وشمالي إيران، التي كان بطرس الأول قد استولى عليها في الحرب الروسية الفارسية (1722-1723)، استولى العثمانيون على الأراضي باتجاه الغرب، التي تألفت من أرمينيا يومنا هذا وأجزاءًا من شرق الأناضول وكذلك غرب إيران. تأكدت مكاسب كلا الطرفين في معاهدة القسطنطينية (1724). لبضع سنوات، تاخمت الدولتان بعضهما بعضًا على طول مساحة كبيرة في القوقاز، الأمر الذي تسبب بالمزيد من المناوشات.
تمكنت روسيا من تأمين وضع دولي موات من خلال توقيع معاهدات مع بلاد فارس في عامي 1732 و1735. أعادت هذه المعاهدات جميع الأراضي الإيرانية المكتسبة منذ عام 1722 في شمال وجنوب القوقاز وشمال إيران، وجنبت الحرب مع زعيم بلاد فارس الصاعد، نادر شاه. كان للمعاهدات جوانب أخرى مواتية دبلوماسيًا لأنها أسست تحالفًا روسيًا إيرانيًا ضد تركيا، إذ كانت بلاد فارس في حالة حرب مع الدولة العثمانية. في غضون ذلك، كانت روسيا تدعم أيضًا الانضمام إلى العرش البولندي لأغسطس الثالث ملك بولندا في حرب الخلافة البولندية (1733-1735)، على مرشح الفرنسيين ستانيسلاف ليزينسكي. كانت النمسا حليفة لروسيا منذ عام 1726.
دخلت روسيا حربًا أخرى مع الدولة العثمانية في عام 1736، إذ دفعتها إلى ذلك غارات تتار القرم على أوكرانيا والحملة العسكرية لخان القرم في القوقاز. في مايو من عام 1736، شن الجيش الروسي غزوًا لشبه جزيرة القرم. في 19 يونيو، استولى جيش الدون الروسي (28 ألف رجل) بقيادة الجنرال بيتر لاسي على قلعة أزوف بدعم من أسطول الدون بقيادة نائب الأدميرال بيتر بريدال. في يوليو من عام 1637، اجتاح جيش ميونيخ الحصن العثماني في أوتشاكيف. سار جيش لاسي (الذي بلغ قوامه عندئذ 40 ألف جندي) إلى شبه جزيرة القرم في الشهر نفسه، وألحق عددًا من الهزائم بجيش خان القرم واستولى على بيلوهيرسك. إلا أنه ترتب على لاسي وجنوده الجلاء عن القرم بسبب نقص الإمدادات.
دخلت النمسا الحرب ضد تركيا في يوليو من عام 1737 إلا أنها منيت بهزائم عديدة.

## وهذه الحروب هي
|    | اسم الحرب                                           | نتيجة                                                                                          |
| -- | --------------------------------------------------- | ---------------------------------------------------------------------------------------------- |
| 1  | الحرب الروسية العثمانية (1568-1570)                 | انتصار روسيا                                                                                   |
| 2  | الحرب الروسية العثمانية (1571–1574)                 | i. حريق موسكو عام (1571) (1571، انتصار العثمانيين والقرم) ii. معركة مولدي (1572، انتصار روسيا) |
| 3  | الحرب الروسية العثمانية (1676 - 1681)               | انتصار العثمانيين (معاهدة باخشيساراي)                                                          |
| 4  | الحرب الروسية العثمانية (1686-1700)                 | انتصار روسيا                                                                                   |
| 5  | الحرب الروسية العثمانية (1710-1711)                 | انتصار العثمانيين                                                                              |
| 6  | الحرب الروسية التركية (1735-1739)                   | التعادل على الجبهة الروسية، هزيمة النمسا معاهدة نيش                                            |
| 7  | الحرب الروسية التركية (1768–1774)                   | انتصار روسيا                                                                                   |
| 8  | الحرب الروسية العثمانية (1787-1792)                 | انتصار روسيا                                                                                   |
| 9  | الحرب الروسية العثمانية (1806-1812)                 | انتصار روسيا                                                                                   |
| 10 | الحرب الروسية التركية (1828-1829)                   | انتصار روسيا                                                                                   |
| 11 | الحرب الروسية العثمانية (1853-1856) (حرب القرم)     | انتصار بريطانيا، و فرنسا، ومصر، والعثمانيين                                                    |
| 12 | الحرب الروسية العثمانية (1877-1878)                 | انتصار روسيا، بلغاريا، رومانيا، صربيا والجبل الأسود                                            |
| 13 | الحرب العالمية الأولى: الحملة القوقازية (1914–1918) | انهيار الإمبراطوريتين                                                                          |